# Piombino
Piombino er en italiensk by og kommune med omkring 35.000 indbyggere i provinsen Livorno (Toscana). Den ligger på grænsen mellem Det Liguriske Hav og Det Tyrrhenske Hav, ud for øen Elba og på den nordlige side af Maremma.

## Oversigt
Det har et gammelt historisk centrum, der stammer fra den tid, hvor det var etruskernes havn, i nærheden af Populonia. I middelalderen var den også en vigtig havn i republikken Pisa.
Dens bagland huser et betydeligt industriområde. Dens havn er stadig meget brugt, både til industri og turisme, med færger til Portoferraio (Elba) og Olbia (Sardinien).

## Geografi
Piombino grænser til kommunerne Campiglia Marittima, Follonica, San Vincenzo og Suvereto. Byen har syv civile sogne (frazioni): Baratti, Colmata, Fiorentina, La Sdriscia, Populonia, Populonia Stazione og Riotorto.

## Historie
Området med nutidens Piombino har været beboet siden oldtiden. Under den etruskiske æra var hovedbyen i området Populonia, nu en i Piombino-kommunen.
I 1022 blev San Giustiniano-klostret grundlagt i området, hvilket øgede aktiviteten for fiskere, sømænd og arbejdere. I 1115 underkastede Piombino sig til republikken Pisa og blev dens anden hovedhavn: myndighed blev udøvet af en Capitano ("kaptajn"). Under konflikterne mellem Pisane og Genuaserne (12.-13. århundrede) blev byen plyndret flere gange. I 1248 byggede Capitano Ugolino Arsopachi kanalerne.
Slottet Piombino forblev en pisansk besiddelse, indtil Gerardo Appiani, som afstod Pisa til Milanese Visconti, som udskilte den uafhængige stat Fyrstendømmet Piombino, der omfattede øerne i det toskanske øhav: Elba, Pianosa, Montecristo, Capraia, Goriglioa og Giglio, til sin familie, der holdt det indtil 1634. I 1445, erhvervede Rinaldo Orsini, gennem sit ægteskab med Caterina Appiani, herredømmet. I 1501–1503 var fyrstedømmet under Cesare Borgia. I 1509 blev Appiani fyrster af Det Hellige Romerske Rige med titlen Piombino.
Efter at Cosimo I de' Medici havde besat området i løbet af krigen mod Siena, angreb en fransk-osmannisk flåde i 1553 og 1555 Piombino, men blev skubbet tilbage. I 1557 genindsatte en fredstraktat Appiani. I 1594 blev fyrstedømmet Piombino skabt af kejser Rudolf 2. af Habsburg, den første prins var Alessandro Appiani d'Aragona. I 1634 blev titlen erhvervet af Ludovisifamilien, hvis medlem Niccolò I havde giftet sig med Polissena Appiani i 1632. I 1708 gik det til Boncompagni med Antonio I. I 1801 afskaffede Napoleon principatet, idet Piombino og dets lande blev annekteret af Kongeriget Etrurien; i 1809 blev de givet til Napoleons søster, Elisa Baciocchi.
Efter Napoleons endelige nederlag og Wienerkongressen blev staten Piombino annekteret af Storhertugdømmet Toscana. Det blev en del af det forenede kongerige Italien i 1860.